# Preborna šuma
Preborna šuma je vrsta šume u kojoj se na jedinici površine nalaze stabla različitih debljina (prsnih promjera) i različitih visina. Preborne šume zauzimaju u Hrvatskoj površinu od 140 000 hektara i to uglavnom u Gorskom kotaru i Lici od 700 do 1300 m nadmorske visine. Javljaju se i na Medvednici, Macelju, Ivanščici i Papuku. To su vrlo vrijedne sastojine s gospodarskog i ekološkog gledišta. Preborni način gospodarenja nastao je u 19. stoljeću, s ciljem pronalaska boljeg načina gospodarenja šumama na kršu. 
Stabla su nepravilno razmještena i tvore preborni sklop. Preborno se može gospodariti samo u onim šumama u čijoj strukturi dominira obična jela. Ona je temeljna vrsta prebornih šuma i prebornog načina gospodarenja. Uz nju se često pojavljuju smreka i bukva. Jela je skiofilna vrsta drveća, što znači da ima sposobnost čekati u zasjeni povoljnije uvjete i godinama vrlo sporo rasti, dok se ne pojavi više svjetlosti, pa su zbog toga u prebornim šumama stabla jele različite starosti i visine. Neko nisko stablo jele može biti puno starije od nekog puno višeg, ako je to drugo imalo puno povoljnije uvjete za rast i prirast.
U prebornoj šumi, drvna zaliha je ravnomjerno raspoređena, sklop je stepenast, pomlađivanje je neprekidno, ima veliku biološku stabilnost i strukturnu labilnost. Gospodari se bez ophodnje, umjesto koje se koristi ophodnjica koja obično traje 10 godina. Gospodarska jedinica se podijeli na 10 dijelova i svake se godine prorjeđuje jedan dio, a u 11. godini se ide ispočetka. Prebornom se sječom u isto vrijeme njeguje, odabire (prebire), obnavlja i eksploatira šuma. Intezitet sječe je između 15 i 30%, optimalno 20-25%. Optimalan omjer četinjača i listača je 70%:30%. Od bjelogorice najčešće se javljaju: bukva, gorski javor, vez, lipa, divlja trešnja i jarebika.